# 중국의 우주 개발
중국의 우주 개발 또는 중화인민공화국의 우주계획은 중화인민공화국이 실시하고 지휘하는 우주 공간에서의 활동에 관한 것이다. 중국 우주계획의 뿌리는 1950년대로 거슬러 올라간다. 당시 중국은 새로 동맹을 맺은 소련의 도움으로 미국(나중에는 소련)의 위협에 대응하여 최초의 탄도 미사일 및 로켓 프로그램 개발을 시작했다. 1957년과 1958년 각각 소련의 스푸트니크 1호와 미국의 익스플로러 1호 위성 발사 성공에 힘입어 중국은 1970년 4월 창정 1호 로켓을 타고 첫 위성인 둥팡훙 1호를 발사해 다섯 번째로 궤도에 위성을 배치한 국가가 됐다.
중국은 세계에서 가장 활동적인 우주 프로그램 중 하나를 보유하고 있다. 창정 로켓 계열과 국경 내에 있는 4개의 우주공항(주취안 위성발사센터, 타이위안 위성발사센터, 시창 위성발사센터, 원창 위성발사센터)이 제공하는 우주 발사 능력을 통해 중국은 매년 가장 많거나 두 번째로 많은 궤도 발사 횟수를 수행한다. 다수의 통신, 내비게이션, 원격 감지 및 과학 연구 위성으로 구성된 위성 함대를 운영한다. 그 활동 범위는 낮은 지구 궤도에서 달과 화성까지 확장되었다. 중국은 미국, 러시아와 함께 독립적인 유인 우주 비행 능력을 갖춘 3개국 중 하나이다.
현재 중국이 수행하는 우주 활동의 대부분은 중국 국가항천국(CNSA)과 우주비행사단과 중국 심우주 네트워크를 지휘하는 중국 인민해방군 전략지원부대이 관리하고 있다. 주요 프로그램으로는 중국 유인우주계획, 베이더우 항법 위성 시스템, 중국 달 탐사 계획, 가오펀 관측 및 중국 행성 탐사가 있다. 최근 몇 년간 중국은 창어 4호, 창어 5호, 창어 6호, 톈원 1호, 톈궁 우주정거장 등 여러 임무를 수행했다.

## 같이 보기
- 베이징 항공항천대학
- 중화인민공화국의 대량살상무기
- 하얼빈 공업대학